# Luigi Bignami (arcivescovo)
Luigi Bignami (Milano, 28 giugno 1862 – Siracusa, 27 dicembre 1919) è stato un arcivescovo cattolico italiano.
Fu prevosto della Basilica di San Lorenzo a Milano. Qui fu consacrato arcivescovo di Siracusa il 14 gennaio 1906 dal cardinale Andrea Carlo Ferrari.

## Genealogia episcopale
La genealogia episcopale è:
- Cardinale Scipione Rebiba
- Cardinale Giulio Antonio Santori
- Cardinale Girolamo Bernerio, O.P.
- Arcivescovo Galeazzo Sanvitale
- Cardinale Ludovico Ludovisi
- Cardinale Luigi Caetani
- Cardinale Ulderico Carpegna

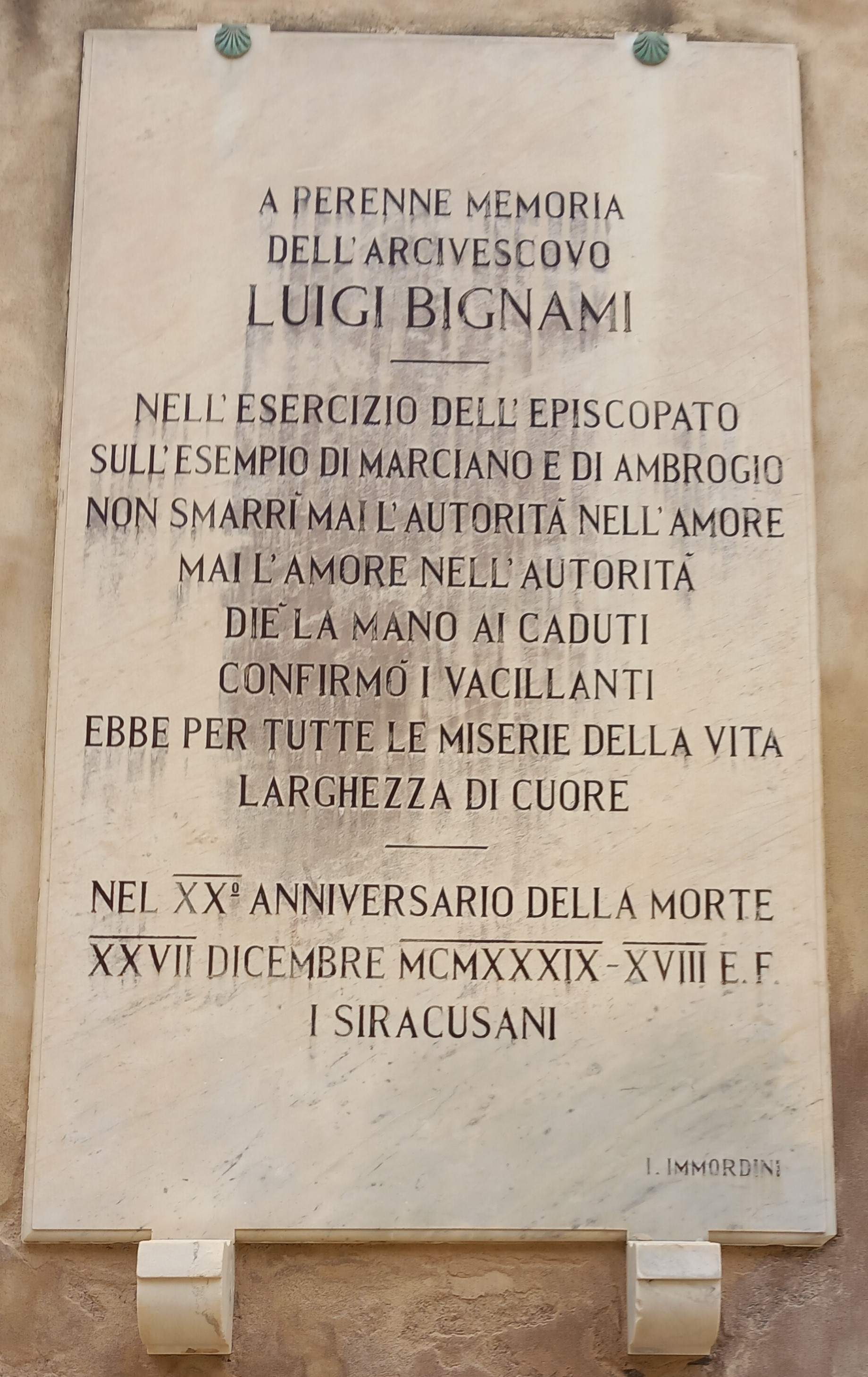
Targa commemorativa a Ortigia

- Cardinale Paluzzo Paluzzi Altieri degli Albertoni
- Papa Benedetto XIII
- Papa Benedetto XIV
- Papa Clemente XIII
- Cardinale Marcantonio Colonna
- Cardinale Giacinto Sigismondo Gerdil, B.
- Cardinale Giulio Maria della Somaglia
- Cardinale Carlo Odescalchi, S.I.
- Cardinale Costantino Patrizi Naro
- Cardinale Lucido Maria Parocchi
- Cardinale Andrea Carlo Ferrari
- Arcivescovo Luigi Bignami